# Johann Hinrich Winter
Johann Hinrich Winter (* 7. Februar 1773 in Lübeck; † 26. April 1801 ebenda) war ein deutscher Klavierbauer, Sohn des Klavierbauers Jürgen Hinrich Winter in Lübeck und Vater des Klavierbauers Johann Heinrich Winter in Bremen.

## Leben
Johann Hinrich Winter lernte in der Werkstatt seines Vaters Jürgen Hinrich Winter. Er heiratete 1797 Magdalena Catharina Haesche. Nach dem Tod seines Vaters führte Johann Hinrich den Betrieb zusammen mit dem Kompagnon seines Vaters, dem Klavierbauer Christian Hinrich Meyers, weiter. Christian Hinrich starb vor 1798. Johann Hinrich starb 1801. Ein Jahr später heiratete seine Witwe den Klavierbauer Johann Diedrich Rädecker, womit der Betrieb in den Besitz der Familie Rädecker überging. Johann Hinrich hatte einen Sohn Johann Heinrich Winter, der Klavierbauer in Bremen wurde.
Siehe für die vollständige Geschichte der Klavierbauer Winter–Meyers–Rädecker–Lunau →  Johann Diedrich Rädecker